# ホンダ・RA109K
ホンダ・RA109Kは、ホンダが2009年のF1世界選手権に参戦するために開発したフォーミュラ1カーの車両である。ホンダが2008年末をもってF1から撤退したため、未完成となり、レースには参戦しなかった。この車両の車体（モノコックそのものと設計）を流用して、ブラウン・BGP001が製作された。
車両の型式は単に「RA109」と呼ばれることもあるが、本田技術研究所は「RA109K」としているので、この記事でもそれに倣う。

## 開発
RA109Kは、車体はイギリス・ブラックリーのホンダ・レーシング・F1チーム（以下「HRF1」。旧B・A・R）を中心として開発され、エンジン（RA809E）や駆動系は日本の本田技術研究所（栃木四輪R&Dセンター。以下「HGT」）で開発が進められていた。
ホンダが2008年シーズンに投入したRA108は、前年のRA107に引き続き、シーズン序盤から性能でも戦績でも他チームに大きく水をあけられた。そのため、チームはRA108の開発には2008年シーズン早期に見切りをつけ、車両のテクニカルレギュレーション（技術規則）が大幅に変更される2009年シーズンに向けた開発に注力する決断を下した。
チームとしては、このRA109Kで、（ホンダのフルワークスチームとしては初となる）コンストラクターズランキングのトップ3以内に入ることを目標としていた。

### 撤退通知以降
2008年11月に本田技研工業（ホンダ本社）はF1からの撤退を決め、12月初めまでにHRF1にもそのことが通知された（詳細は「#時系列」を参照）。この時点で、RA109Kの最初のモノコックは既に完成しており、翌年初めのテスト走行に向けて組み立て中という段階だった。
ホンダ本社が撤退を決定したことにより、日本のHGTは開発から完全に手を引くほかなかったが、イギリスのHRF1ではこの車両の開発継続が模索された。2008年シーズンを捨ててまで開発されたこの車両の性能が高いことはわかっていたため、HRF1のエンジニアたちが何よりも憂慮していたのは、RA109Kが一度も走らずに終わってしまうことだった。それがチームを「ブラウンGP」として存続させるひとつの要因となった。（以降の経緯は「ブラウン・BGP001」を参照）
RA109Kのモノコックは3台分が製造され、全てBGP001に改装された。

## 参戦が実現していた場合
ホンダが参戦を継続していた場合、RA109Kは2009年シーズンにどれほどの成績を残せていたのか、これはこの車両を語る上でよく触れられるテーマである。RA109Kに関わった関係者たちは、この仮定に主にふたつの推測を示している。
- BGP001と同等（以上）の結果を残していた

ジェンソン・バトン（ホンダのエースドライバーで、2009年にBGP001でチャンピオンタイトルを獲得）のレースエンジニアだったアンドリュー・ショブリンは、仮にホンダがRA109Kで参戦していた場合、もしもエンジンに前年程度のハンディキャップがあったとしても（後述）、他の要素の優秀さはそれを埋め合わせて余りあるもので、2009年の選手権を制することができたはずだと述べている。同車に関わった関係者の多くはこの考えであり、BGP001よりも圧倒的な強さで2009年の選手権を制覇しただろうと考えている。
その根拠としては、主に2点が挙げられている。ひとつは、RA109Kと比べ、BGP001は突然の仕様変更（想定外のエンジンの搭載）により多くの妥協を強いられた車両であり、本来のポテンシャルを発揮できていたわけではないということである。もうひとつは、BGP001が、序盤戦で7戦6勝した後、予算不足によって開発どころかパーツの補充すら満足に行えず、中盤戦から終盤戦にかけて低迷したのとは異なり、ホンダが継続していればそうした予算不足に起因する問題は起きず、RA109Kには継続的なアップデートを行うこともできていたと考えられるためである。
- BGP001ほどの結果は残せなかった

BGP001には信頼性の問題がほとんど起こらなかったが、RA109Kには、ホンダが2009年に投入を予定していた新型ギアボックス（後述）のような革新的な装備や、やはり新装備となるKERSが搭載される予定であり、それらがトラブルを起こし、信頼性の問題に足を引っ張られて期待通りの結果は得られなかった可能性があると指摘されている。
また、ダブルディフューザーはホンダが撤退を決めた時点では開幕戦から投入する予定ではなく、ホンダが参戦を継続していた場合、熟成した上で投入するはずだったものなので、BGP001が達成した前半戦の7戦6勝というスタートダッシュは難しかったとも考えられ、タイトル獲得は厳しかったのではないか、とも言われている。この見解がある一方、そもそもシングルディフューザーのほうがダブルディフューザーよりも性能は上で、当初の予定通りにシングルディフューザーの開発を続けていれば、もっと簡単に勝ち続けることができたとの意見もある。
要約すれば、RA109Kでもタイトルを獲得できたとする楽観的な見解はHRF1側から示され、難しかったのではないかという悲観的な見解はHGT側から示されている。

この仮定を推測する上で、不明確な要素として、車両の重要な構成要素であるエンジンの存在がある。
ホンダのエンジンではメルセデスのエンジンほどの性能は期待できなかった（からタイトルを争うのは無理だっただろう）という見解もある。これは、前年のRA808Eエンジンが2009年用のメルセデス・ベンツ・FO108Wエンジンよりも性能面で大きく後れを取っていた、という複数のブラウンGP関係者が明かした事実に基づいたものである。一方、2009年用に開発されていたRA809Eエンジンは、RA808Eエンジンよりも大幅に優れていたとも言われている（→#エンジン ）。HGTで開発されたこの新型エンジンは1号機が完成してベンチテストが始められていたが、ブラックリーのHRF1（ブラウンGP）に送られる前にホンダのF1参戦計画が終了となった。そのため、ブラウンGPの関係者はこのエンジンを実際に目にすることもテストすることもできておらず、エンジン性能がどの程度の影響を与えたかは未知数である。

## 各部の開発状況

### 空力
2009年のレギュレーションは大きな変更となったため、何が可能かを模索するため、空力面の検討は3つのグループに分けて行われた。それはブラックリーのHRF1、日本のHGT（風洞は童夢の風流舎を使用）、スーパーアグリ（SAF1）所属の空力エンジニアたち（ロンドン近郊テディントンのイギリス国立物理学研究所の風洞施設を使用）の3者で、各組織はそれぞれ別個にアイデアの検討や風洞実験を行い、グループ間の情報交換も禁止し、最後にお互いのアイデアを見せ合うという形式（ブラインド開発）で行われていた。
2008年6月にHRF1のファクトリーでそれら3つのプロジェクトが合流し、集まったアイデアの中でポテンシャルの高いものが選ばれていった。このアプローチは非常にうまく機能し、2009年に他チームがそれぞれの車両に投入したアイデアの多くは、ブラウンGPの空力エンジニアから見れば、この時の過程でいずれかのグループが既に発見して検討済みの手法だった。
2009年の新規則によってフロントウィングの全幅が広げられ、車体前部でダウンフォースを発生させることには困難はなかったため、まず、リア周りの開発が重要となった。空力は車体全体のバランスが重要で、当初、車体後部のディフューザーがストールする問題が発生したため、開発が進んでいなかったが、ダブルディフューザーによってその問題が解消された。車体後部の問題が解消したことで、車体前部の更なる改善も可能となり、空力の開発は2008年夏の時点で順調に進められた。
2008年末の時点で、漏れ伝え聞く他チームの進捗と比較して、HRF1は自分たちが空力面でかなりのアドバンテージを持っていると考えていた。

### エンジン
2008年のRA808Eエンジンは他社のエンジンよりも性能面で大きく劣っており、シーズン後に発覚したところでは、年平均でエンジンだけで1周当たり約0.8秒失っていたとされる。
当時、国際自動車連盟（FIA）はF1のエンジン開発を凍結していたが、2009年用エンジンについてはその措置を一部解除し、ホンダはそれまでピーク出力重視で開発していたエンジンを、中高速トルク重視型に「超短期間」で変更して開発を行った。このエンジンはラップタイムシミュレーションを取り入れて変更が加えられたもので、RA809Eエンジンは1号機は完成し、ベンチテストでは想定通りの性能を発揮したとされる。
RA809EエンジンはRA808Eエンジンよりも大幅に優れていたとされるが、それがどの程度のものだったのかは不明である。アンドリュー・ショブリンは、ホンダがチーム（HRF1）に撤退を通知した2008年12月以降はエンジンの情報は得られなくなったことと、その後の開発があれば進歩していたことは疑いないということは前置きした上で、2009年のエンジンについては「メルセデスと対等になったかと言われると、正直なところそうは思えない」と述べている。

### KERS
RA809Eエンジンには、2009年シーズンから搭載が許可された運動エネルギー回収システム（KERS）が搭載される予定で、このシステムは2008年中に数度のテストが行われた。
RA109Kはバッテリーの配置が独特で、ノーズ下部とノーズの先端の2ヶ所に分散して配置することを予定していた（→#KERSの諸元）。

### 駆動系
ホンダはBAR時代の2004年に他チームに先駆けてシームレスシフトを開発し（「B・A・R 007」を参照）、この分野を一時的にリードしたが、その後、他チームも同様の機構を搭載するようになり、2008年には変速性能におけるアドバンテージは既になくなっていた。変速性能については既に当時の限界に達していたため、HGTは、2009年用のギアボックスについて、変速性能は保った上で、軽量化とコンパクト化に主眼を置いて開発を行った。
開発されたギアボックスは、軸内変速機構という独自機構によって従来と同等性能のシームレスシフトを実現し、ドグリングがなくなり、各変速ギアを隙間なく並べることにより、2008年型よりも長さを19%短縮し、重量を12%軽量化するという開発目標を達成した。この新型ギアボックスは、2008年末にテスト走行が行われる予定だったが、撤退により実車に搭載されて走行することはなかった（撤退発表前にベンチテストは行われた）。
このギアボックスに使われていたホンダ製の部品は、ホンダの撤退後は製造されないことになるため、ブラウンGP（旧HRF1）は使用を断念するほかなかった。そのため、BGP001には、2008年型のギアボックスをメルセデスエンジン用に仕様変更したのみのものが搭載された。
デファレンシャルは、HGTが独自機構を用いて小型化した「ウルトラショートデフ」（USD）と呼ばれるものが開発され、RA108に搭載されたものよりも大幅な小型化を実現していた。これも走行は行われなかった。

### 車体
モノコックは、メルセデスエンジンに適合させる形で、BGP001にそのまま流用された。吸気系もメルセデスエンジンに合わせる必要があったため、RA109KからBGP001にコンバート（改装）するにあたって、インダクションポッドの設計に変更が加えられたとされる。
それらの点を除けば、BGP001にするにあたって車体を大きく変えたという証言はない。

## 主要諸元

### KERSの諸元
| シェイクダウン                        | 2008年4月        | 2008年11月         | 2009年1月（実現せず）       |  | 2009年1月        |
| モーター                              |                  |                    |                             |  |                  |
| 出力 / トルク                         | 60 kw* / 45 Nm*  | 60 kw* / 45 Nm*    | 60 kw* / 45 Nm*             |  | 60 kw* / 45 Nm*  |
| KERS容量/周                           | 800 kJ           | 400 kJ*            | 400 kJ*                     |  | 400 kJ*          |
| 搭載位置                              | ギアボックス     | エンジン前方       | エンジン前方                |  | エンジン前方     |
| 寸法 (直径 x 長さ)                    | 100 x 202        | 100 x 190          | 100 x 190                   |  | -                |
| 最大回転数                            | 21,000 rpm*      | 21,000 rpm*        | 21,000 rpm*                 |  | 21,000 rpm*      |
| 重量                                  | 7.7 kg           | 6.9 kg             | 6.9 kg                      |  | 5.5 kg**         |
| 冷却                                  | ギアオイル       | エンジンオイル     | エンジンオイル              |  | -                |
| 水冷パワーコントロールユニット（PCU） |                  |                    |                             |  |                  |
| 種類                                  | S-IGBT/SiC-diode | S-IGBT/SiC-diode   | S-IGBT/SiC-diode            |  | -                |
| VCU                                   | Boost copper     | Switched capacitor | Switched capacitor          |  | -                |
| 作動電圧                              | 680 V            | 560 V              | 580 V                       |  | -                |
| 重量                                  | 11.2 kg          | 8.0 kg             | 7.4 kg                      |  | 3.5 kg**         |
| バッテリー                            |                  |                    |                             |  |                  |
| 種類                                  | リチウムイオン   | リチウムイオン     | リチウムイオン              |  | リチウムイオン   |
| セル数                                | 114              | 108                | 106                         |  | -                |
| 重量                                  | 22.4 kg          | 21.2 kg            | 20.8 kg                     |  | 14.5 kg**        |
| 搭載位置                              | エンジン前方     | ノーズ下部***      | ノーズ下部*** ノーズ前部*** |  | 右サイドポッド内 |
| 出典:                                 |                  |                    |                             |  |                  |

* 印はレギュレーションにより固定。
** 印はシーズン後半の数値。
*** モノコック前部。RA109Kでは分散して配置することが予定されていた。

## 時系列
2007年
- 夏、本田技術研究所（栃木研究所。HGT）でF1用ハイブリッドシステムの開発が本格的に開始される[1]。
- 11月、ロス・ブラウンがホンダ・レーシング・F1（HRF1）に加入し、チーム代表に就任する[24][25]。2009年に車両のテクニカルレギュレーション（技術規則）が大きく変更される予定だったため、ブラウンは2008年の車両（RA108）には必要最小限のリソースをあてるのみとし、2009年用車両（RA109）の開発に注力するという方針を立てる[26][2]。ブラウンはホンダと契約交渉をしている時点でこの腹案を持っており、チーム代表の任を引き受けるにあたり、「2008年に勝つつもりはない」とホンダ首脳陣に明言した[27]。
- （開始時期不明）2009年に向けた空力開発をするにあたって、多くのアイデアを出すため、初期の検討はHRF1、HGT、スーパーアグリ（SAF1）の3極体制でブラインド開発を行う方針とし、それぞれ別個に風洞実験と検証を実施することになる。（→#空力）

2008年
- 3月、HGTの技術者たちが、童夢の風洞実験施設である風流舎（滋賀県米原市）で、翌年に向けた空力の開発を1ヶ月余りに渡って行う[10][4]。この実験の過程で、ダブルディフューザー（スリットディフューザー）が着想され、試案の検証が行われる[10][4]。
- 4月下旬、イギリス・サンタポッドの直線コースで、翌年に導入予定のKERSの機能確認車「RA1082」（ベース車はRA106）をシェイクダウンする（ドライバーはアレクサンダー・ヴルツ）[1]。これは当時参戦していた10チームの中でKERS搭載車両を用いた最初の走行にあたる[1][28]。その後、シェイクダウン時を含め同車により計4回の実走テストが行われる[1][注釈 18]。
- 5月6日、SAF1がF1からの撤退を発表する[24]。チームは消滅したが、テディントンの空力開発グループは残され、引き続き、2009年に向けた研究開発を続ける[13]。
- 6月から7月頃、それまでHRF1、HGT、SAF1の3グループで進められていた空力開発の研究結果が交換され、HRF1で単一のプロジェクトにまとめられる[9][14]。HGT側の空力開発の代表者だった小川厚が、ダブルディフューザーのアイデアを共有するが[10]、この段階では採用するか保留される[9]。
- 7月と8月、ダブルディフューザーの発案者の皆川正之が、HRF1でコンセプトの説明を行う[10]。この時点から、HRF1でダブルディフューザーの具体的な開発が始まる[9]（当初は小さなグループで行われ、シングルディフューザーと並行して開発が進められた[8]）。
- 8月、HRF1でダブルディフューザーの風洞実験が行われ、効果確認や、サスペンション形状と適合させた上でレギュレーションに合致する形状となるよう修正するといった作業が行われる[29]。
- （時期不明）フォーミュラ・ワン・チームズ・アソシエーション（FOTA）の会合で、ロス・ブラウンが具体的な点には言及せずレギュレーションに不備（ダブルディフューザーを可能とする）があることを指摘し、改正案の話し合いをすることを提案する[30]。しかし、他チームは関心を示さなかったため、改正案についての話し合いは行われなかった[30]。この時期に、HRF1はダブルディフューザーについてFIAから合法性の確認を得る[9]。
- 9月15日、米国でリーマン・ブラザーズが破綻。リーマン・ショックと呼ばれる世界金融危機が発生し、ホンダ本社は景気後退への対応を迫られる。
- 11月2日、2008年シーズンの最終戦ブラジルGPが開催される。ホンダの2台はどちらも低位で完走し、コンストラクターズランキングは11チーム中9位でシーズンを終える[注釈 19]。

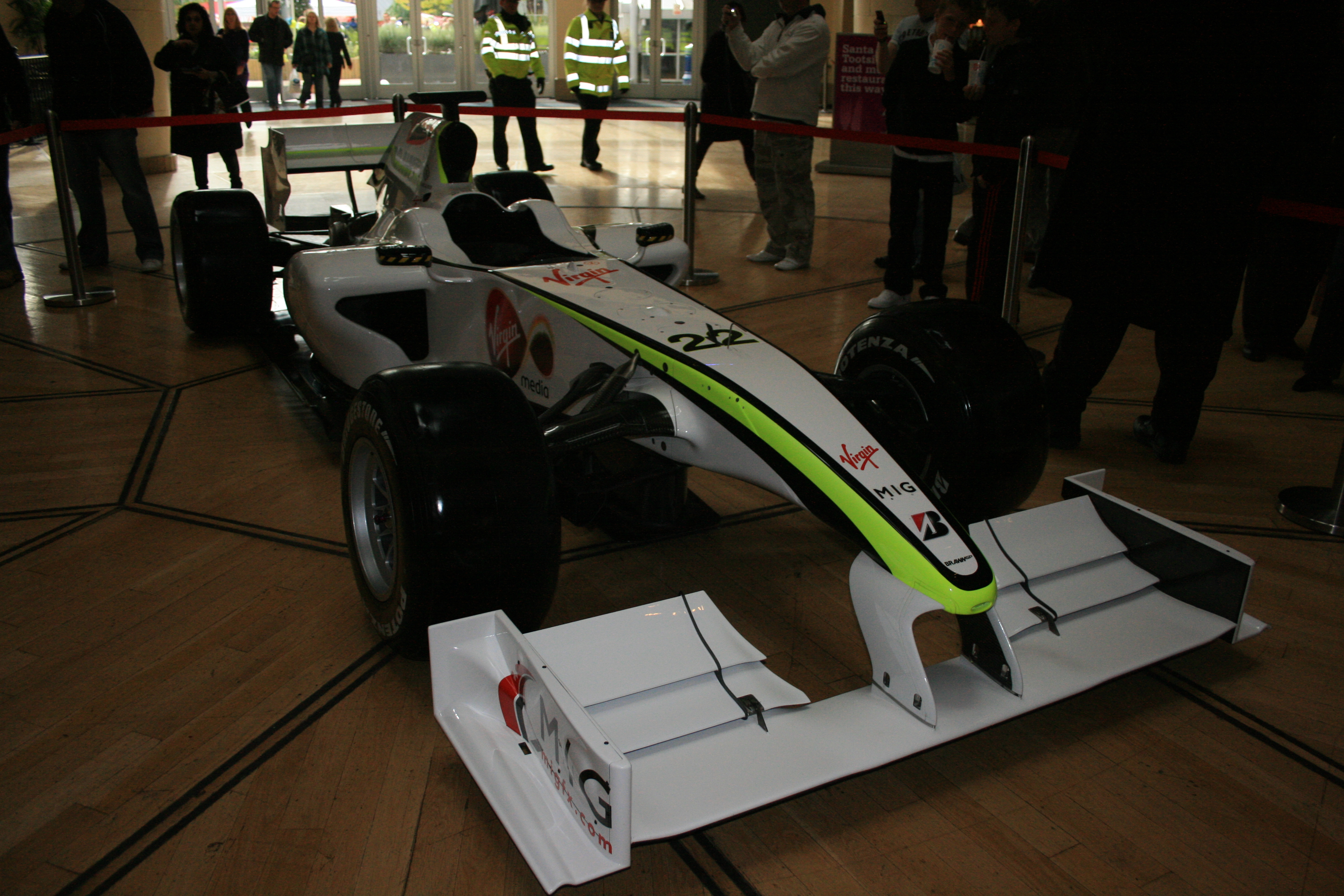
RA1089（2008年。写真は2009年）。RA109K用パーツの仕様を確定するため、KERSや新型ギアボックスの最終テストを行うために作られた。

- RA1089（2008年。写真は2009年）[注釈 20]。RA109K用パーツの仕様を確定するため、KERSや新型ギアボックスの最終テストを行うために作られた[4]。11月13日、イギリス・ケンブルで、オフシーズンテスト用のテスト車「RA1089」（ベース車はRA108）をシェイクダウンする[1]。
- 11月（日付不明）[注釈 21]、ホンダ本社の取締役会で、F1から撤退する判断が下される[3]。この決定により、開発中の車両が「RA109K」として出走する機会は事実上断たれる。
- 11月（日付不明）[注釈 22]、RA109Kの1号車のモノコックが完成し、翌年初めのシェイクダウンに向けてパーツの組み付けが始まる[4]。
- 11月28日（金曜）、イギリス・サンタポッドの直線コースで、「RA1089」のチェック走行が行われる（ドライバーはアンソニー・デビッドソン）[1]。システムは正常に作動し、サーキット走行も可能と判断され、同車は12月9日のヘレス合同テストに参加するため準備が進められた[1]。しかし、結果として、この時の走行がホンダの第3期F1参戦における最後の実走テストとなった[1]。
- 11月末[3]（11月28日）もしくは12月初め[31]、ホンダの大島裕志が、HRF1のニック・フライ（CEO）とロス・ブラウン（チーム代表）をヒースロー空港近くのホテルに呼び出し、ホンダ本社がこの年をもってF1から撤退する意向であることを伝える[31][3][26][注釈 23]。（ホンダによる撤退の通知）
  - 重大事項であるため、HRF1側が法務担当も呼んだ上で、数時間後に本格的な話し合いが行われた。この時の会合で、ホンダはHRF1を即時閉鎖したい意向を示したが[31][3]、イギリスの法律ではそれは難しいことが発覚する[3][26]。従業員の救済を図りたいHRF1は猶予期間を求め、閉鎖の手続きを進めるにしても調整には時間が必要となることからホンダ側も折れ、両者は何らかの合意を下すまで1ヵ月の猶予を設けることにした[3]。
  - この際、フライがチームを（消滅させるのではなく）売却することは可能かどうかホンダ側に質し、大島から翌週のホンダ本社の取締役会で検討するとの言質を得る[3]。
  - HRF1（フライとブラウン）としては、700名からなる従業員たちを路頭に迷わせないことが最優先となることから参戦継続の道を探るほかなく、それにあたり、エンジンを確保することが最大の課題となる[3]。
- 12月1日（月曜）、ニック・フライとロス・ブラウンが、HRF1内の数名の幹部のみを集めてミーティングを行い、ホンダが参戦を終了する意向であることを伝え、翌年は独立チームとして参戦する道を模索中だと伝える[3][W 1]。あわせて、ホンダからの公式発表があるまでは他の従業員（ドライバー含む）に口外しないよう指示する[W 1]。
- 12月（日付不明）[注釈 24]、ロス・ブラウンが、バーニー・エクレストンとマックス・モズレーに協力を要請し、エクレストンが救済に向けた調整に動き始める[31]。
- 12月3日、ロンドンで開催されたFOTAの会議において、ホンダの撤退の意向が他チームのチーム代表らにも伝えられる[W 2]。フェラーリとメルセデスがエンジン供給の意向を示し、検討用のエンジン図面（CADデータ）が数日の間にHRF1に送られる[27]。
- 12月4日、ホンダ本社の取締役会がF1からの撤退を正式に決定する[W 3]。翌日の正式発表までに、イギリスを発信源としてホンダ撤退の噂が流れ始める。
- 12月5日、ホンダ本社がF1からの撤退を発表する[24][W 3]。HRF1でも、幹部以外の従業員にも撤退が発表され、経緯と今後の計画についての説明が行われる。
- 12月20日頃、ブラウンらが新チームの車両にメルセデスエンジンを搭載することを決定する[32][注釈 25]。
- 12月（日付不明）[注釈 26]、開発中のRA109Kの空力性能がRA108のレベルを上回る[15]。
- 12月（日付不明）[注釈 27]、ロス・ブラウン、ニック・フライらがチーム存続を模索し、経営陣によるマネジメント・バイアウト（MBO）の方針を決める[33]。以降、ホンダとの間で2ヶ月に渡って折衝が続く[33]。

2009年
- 1月、レース仕様車として製作したRA109Kがシェイクダウンされる予定だった（11月以前に立てられていた計画では）[1]。
- 2月末、ホンダ本社の取締役会が、ロス・ブラウン、ニック・フライらによるHRF1のMBOを了承し、HRF1をブラウンに売却する決定を下す[33]。
- 3月6日、ブラウンGPが発足[24]。同日、イギリス・シルバーストンサーキットのストウコースで、ブラウンGPがBGP001のシェイクダウンを行う。

## エピソード
- RA109Kそのものがレースを走ることはなかったが、2009年シーズンの序盤戦にはモノコックのひとつが持ち込まれた。これは、開幕戦までにRA109Kのモノコックは3台分が製造されていたものの、メルセデス仕様の「BGP001」への改装が完了したのは2台のみだったためである[4]。BGP001の速さは開幕戦の前から注目を集めており、もしも車体にスペアがないことを他チームに知られた場合、フリー走行などで偶然を装って接触して破損させるといった方法で、レース出走を妨害される懸念があった[4]。そこで、RA109Kのモノコックはエンジンマウント側が見えないようにされた上で、人目につく場所に故意に置かれ、「スペアの車体が存在する」ことをアピールする役目が与えられた[4]。
- BGP001のフロント翌端板は後端を直角に近い形状（L字形状）にすることで、この部分に当たった気流に強い外側流れを作り、後方のタイヤが発生する乱流（ウェイク）を左右方向に外側へ誘導している[34]。この形状が発見されたのは偶然によるもので、RA109Kの開発をするにあたって、風洞実験で予定のテスト項目を消化してしまったHGTの開発スタッフが、余った時間にお遊びで試したところ、想定外に大きな効果があることを発見し、後に形状を検証して修正した上でHRF1で採用された[34]。